# Andrew Bertie
Andrew Willoughby Ninian Bertie (* 15. Mai 1929 in London; † 7. Februar 2008 in Rom) war vom 8. April 1988 bis zu seinem Tod der 78. Großmeister des Malteserordens.
Sein voller Titel lautete „Seine Hoheit und Eminenz, Fra′ Andrew Bertie, Fürst und Großmeister des Souveränen Ritter- und Hospitalordens des Hl. Johannes von Jerusalem von Rhodos und von Malta“.

## Familie
Bertie stammte aus englischem-schottischem Adel. Sein Großvater war Montagu Arthur Bertie, 7. Earl of Abingdon (1836–1928). Berties Vater Hon. James Willoughby (1901–1966) nahm als Offizier der Royal Navy an beiden Weltkriegen teil, seine Mutter war Lady Jean Crichton-Stuart (1908–1995), jüngste Tochter des 4. Marquess of Bute.

## Frühe Jahre
Schule und Studium absolvierte Bertie am Ampleforth College der Benediktiner in York und am Christ Church College in Oxford, wo er in „Geschichte der Neuzeit“ promovierte. Weitere Studien in afrikanischen und orientalischen Studien führten ihn an die Universität von London. Seinen Militärdienst leistete er bei den Scots Guards von 1948 bis 1950 ab, ab 1949 als Offizier. Er war zunächst als Wirtschaftsjournalist tätig und dann 23 Jahre als Lehrer für moderne Sprachen (vor allem Französisch und Spanisch) an der Worth School, dem Lyzeum der Benediktiner in Sussex; Bertie beherrschte u. a. fünf Sprachen und hatte einen Schwarzen Gürtel in Judo.

## Ordensleben
1956 wurde er in den Souveränen Malteserorden aufgenommen und legte 1981 die ewigen Gelübde ab. Damit wurde er Professritter und Mönch im Sinne des Kirchenrechtes. Im gleichen Jahr wurde er in den Souveränen Rat des Ordens („Ordensregierung“) gewählt. Seit 8. April 1988 schließlich war er als erster Brite in der Geschichte des Malteserordens dessen Großmeister.
Als Großmeister betrieb Bertie vor allem die Ausweitung humanitärer Projekte des Ordens und führte die von seinem Vorgänger Angelo de Mojana di Cologna begonnene Modernisierung der inneren Strukturen des Ordens fort. In seiner Amtszeit verdoppelte sich die Zahl der Staaten, mit denen der Orden in diplomatischen Beziehungen steht, von 49 auf 100. Auch die Anzahl der Ordensmitglieder stieg.

## Seligsprechungsprozess
Am 20. Februar 2015 wurde in einem Gottesdienst in der Lateranbasilika in Rom offiziell der Prozess zur Seligsprechung Andrew Berties eröffnet.

## Ehrungen und Auszeichnungen
- Großkreuz der Freiheitskämpfer von 1956 des Weltverbandes der ungarischen Freiheitskämpfer[2]
- 1986 Großoffizier des Verdienstordens der Italienischen Republik
- 1988 Konstantinorden
- 1988 Annunziaten-Orden
- 1988 Großkreuz des Ordens der hl. Mauritius und Lazarus
- 1989 Großkreuz der Ehrenlegion
- 1989 Großkreuz des Ordens des Weißen Adlers
- 1990 Collane des Ordens des Befreiers San Martin
- 1990 Collane des Ordens vom Kreuz des Südens
- 1990 Collane des Ordens des Infanten Dom Henrique
- 1990 Großkreuz mit Collane des Verdienstordens der Italienischen Republik
- 1991 Groß-Stern des Ehrenzeichens für Verdienste um die Republik Österreich[3]
- 1992 Sonderstufe des Großkreuzes des Verdienstordens der Bundesrepublik Deutschland
- 1993 Orden vom Goldenen Vlies
- 1993 Januariusorden
- 1994 Orden des Heiligen Andreas des Erstberufenen
- 1994 Alexander-Newski-Orden
- 1994 Großkreuz des Ordens der Heiligen Anna
- 1994 Großkreuz des Sankt-Stanislaus-Ordens
- 1995: Orden der Freiheit der Republik Slowenien in Gold
- 1995 National Order of Merit
- 1997 Großkreuz des Ordens des heiligen Karl
- 1997 Orden des Weißen Doppelkreuzes 1. Klasse, Slowakei
- 1999 Collane des Päpstlichen Piusordens[4]
- 1999 Collane des Ordens de Isabel la Católica
- 1999 Orden Vytautas des Großen
- 2000 Verdienstorden des Heiligen Ludwig
- 2002 Großkreuz mit Collane des Sterns von Rumänien
- 2002 Collane des Verdienstordens der Republik Ungarn
- 2006 Collane des Ordens Danilos I.
- 2007 Großkreuz des Verdienstordens der Republik Polen
- weitere Orden anderer Länder
- Ehrendoktorwürden:
  - für Medizin und Chirurgie der Universität von Bologna (1992)
  - für Jurisprudenz der Universität Malta (1993)
  - für humanistische Studien der Universität von Santo Domingo (1995)
  - für humanistische Studien der Universidad Catolica Boliviana in San Pablo, Bolivien (2002)
  - der Rechte der St. John University Minnesota (2003)

Des Weiteren war Bertie Ehrenbürger von Rapallo (1992), Veroli (1993), Lourdes (1999), Magione (2002), Vittoriosa (2003) und Santa Severina (2003). Im Jahr 2002 wurde er in Bolivien zum Huesped Ilustre (La Paz, El Alto und Santa Cruz) ernannt. Er erhielt den Path to Peace-Preis (2005) sowie den Matteo Ricci-Preis (2006).